# طلاء جبني
الطِّلاَء الجُبْنِي أو اللخن الجنيني أو الطلاء الدهني (بالإنجليزية: Vernix caseosa)‏ هو مادة بيضاء شَمعية أو تُشبه الجُبن، تُغطي جلد الأطفال حديثي الولادة، وتُنتج بواسطة خلايا مُتخصصة ويُعتقد أنَّ لها وظيفة وقائية أثناء نمو الجنين ولعدةِ ساعاتٍ بعد الولادة.

## الخصائص
فيزيائياً
الطلاء الدهني الجبني هو مادة بيضاء لزجة تشبه القشدة في المظهر.
لا يتم توزيع الماء بشكل موحد في جميع الأنحاء ، ولكنه موجود بشكل حصري في الخلايا القرنية الشبيهة بالإسفنج ؛ على الرغم من محتواها المائي العالي ، إلا أن الطبقة الدهنية غير قطبية (بسبب الدهون) وأكثر نفاذية للبخار من الطبقة القرنية.

## الإفرازات
يُنتج الزُهْم (الدُهْن) في الطلاء الجُبني في الرحم بواسطة الغدد الدهنية في الأسبوع العشرين من الحَمل، ويظهر هذا الطلاء بشكلٍ أساسي في الرُضع الناضجين، أما في الخُدج (ولادة قبل النضج) والولادة بعد النضج فإنهُ لا يظهر بشكلٍ عام. التوسف المُتأخر (جلد رقيق في الأطفال الذين يولدون بعد الأسبوع 42) يُعتقد بأنهُ يحدث نتيجةً لفقدان الطلاء الجُبني.

## الوظائف
يُفترض أنَّ الطلاء الجُبني يُقوم بعدة أغراض، منها ترطيب جلد الرضيع، وتسهيل مروره عبر قناة الولادة، كما يُساعد في الحفاظ على الحرارة وحماية جلد حديثي الولادة الرقيق من الضغط البيئي. كما يُعتقد أنَّ الطلاء الجُبني له تأثير مُضاد للجراثيم، وذلك على الرغم من وجود عدد قليل من الأدلة تدعم الدور الكيميائي للطلاء الجُبني في حماية الطفل من العدوى، ولكن يُعتبر أنه يُشكل حاجزًا ماديًا يمنع مرور البكتيريا. يُعتبر الطلاء الجُبني من أوجه التشابه بين نوع الإنسان والثدييات شبه المائية

## معرض صور

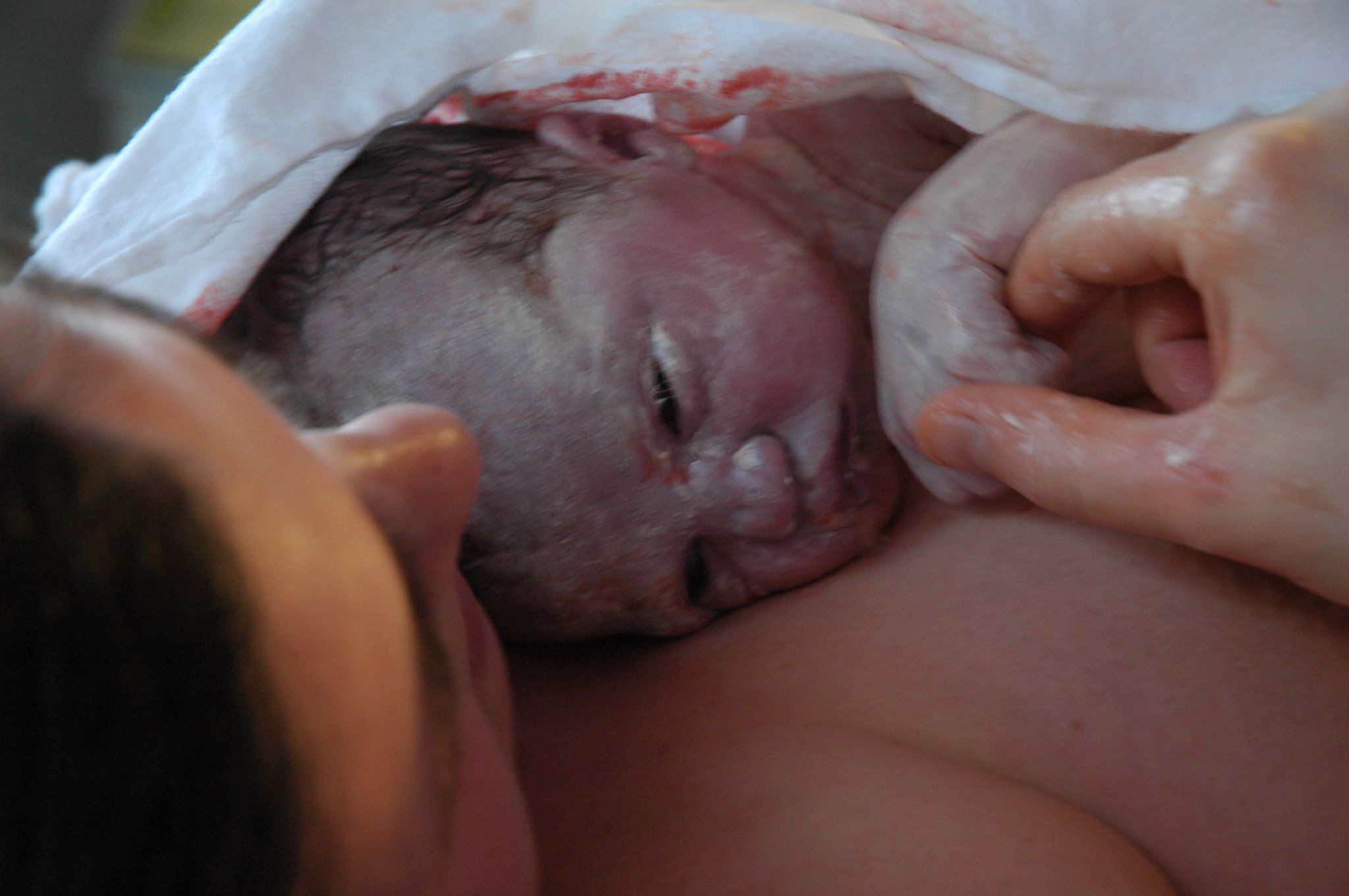
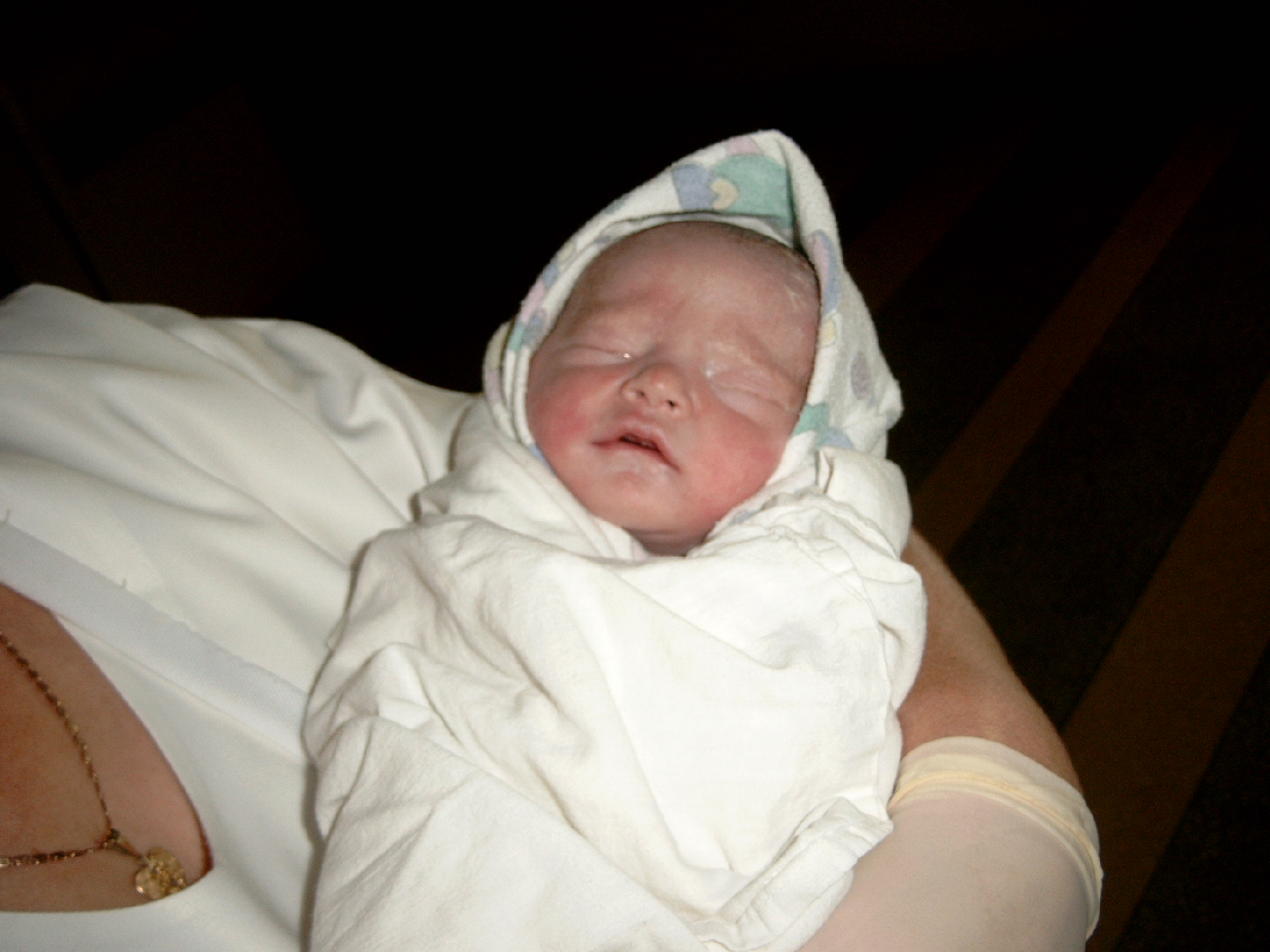
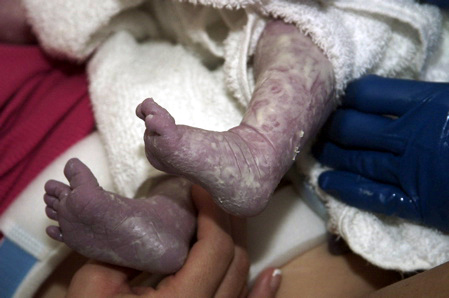